# Park Leśny w Głogowie

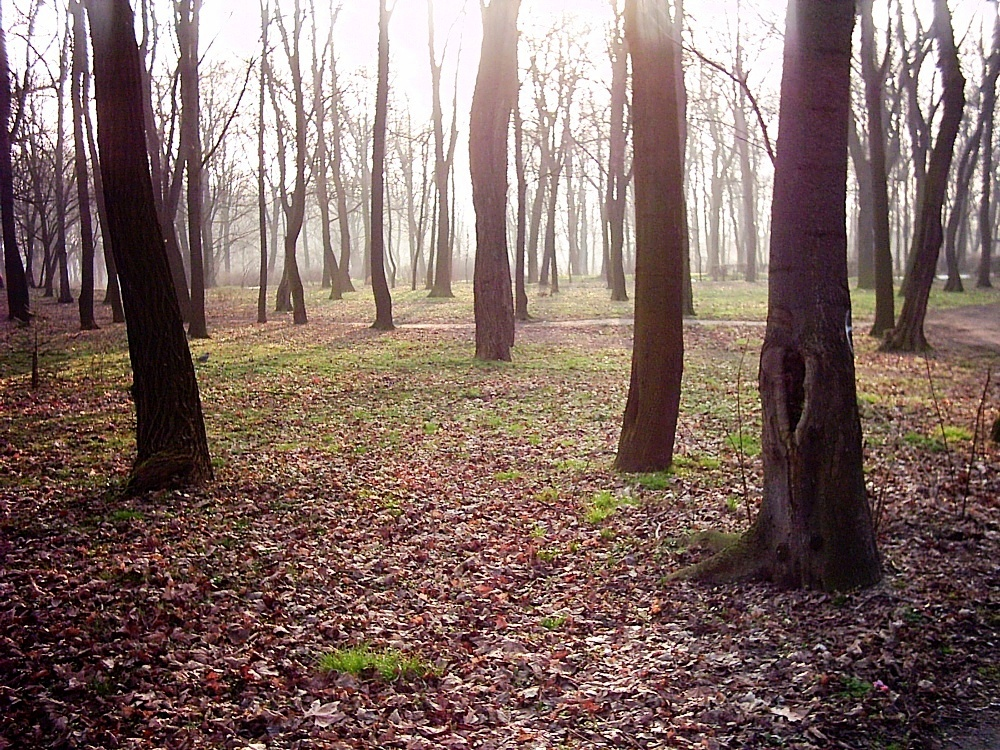
Park Leśny

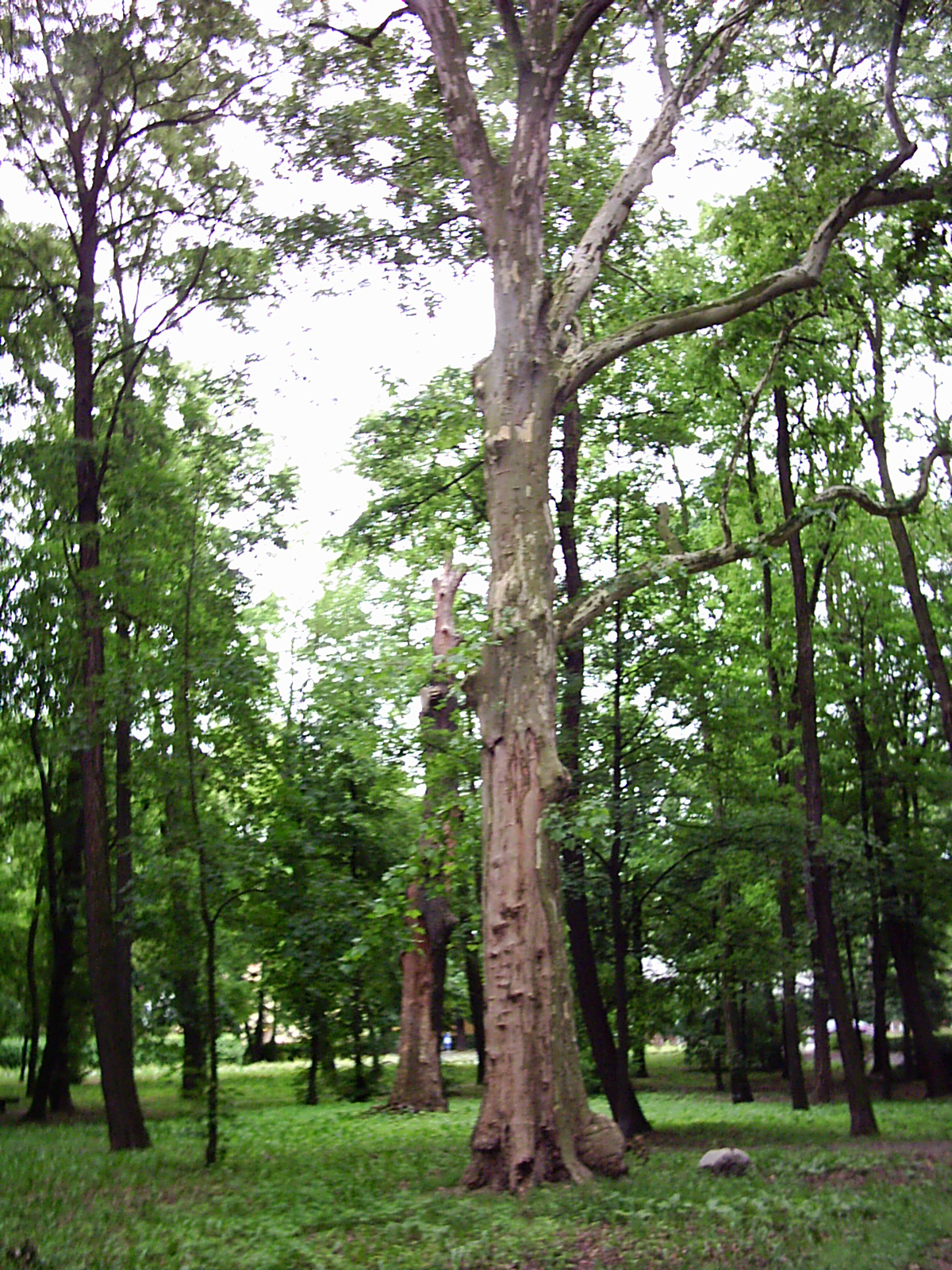
Platan

Park Leśny w Głogowie – największy co do wielkości obszar zieleni miejskiej w Głogowie. Park ciągnie się od ronda wzdłuż ulic Krzywoustego, Wałów Chrobrego, Piastowskiej aż po ulicę Rudnowską. W parku sporą część stanowią młode drzewa, choć występuje duża liczba starszych okazów. 
Naprzeciwko skrzyżowania ulic Krzywoustego ze Staromiejską, stoi Pomnik Ofiar Wojny poświęcony polskim i niemieckim ofiarom wojny, przemocy i wypędzenia z ziemi głogowskiej. Kilkanaście metrów od pomnika znajduje się odrestaurowany pawilon parkowy z roku 1910, w kształcie nakrytej kopułą rotundy. W środku znajduje się popiersie Johanna Wolfganga Goethego. W dalszej części parku znajduje się plac ruchu drogowego służący rowerzystom do nauki jazdy.